# Heta Hirvonen
Heta Hirvonen, född 16 oktober 2008 i Lahtis, är en finsk nordisk kombinationsåkare. Hon har bland annat varit med och vunnit OS-guld för ungdomar i Sydkorea 2024 i en lagtävling tillsammans med Minja Korhonen, Eemili Kurttila och Peter Räisänen. Hon har också tävlat i världscupen i nordisk kombination. 2024 tog hon också silvermedalj i finska mästerskapen.
Hennes tränarteam består av Petter Kukkonen, Ossi-Pekka Valta och Lari Lehtonen.